# 女子漢的顛倒性世界
《女子漢的顛倒性世界》（法語：Jacky au royaume des filles），2014年由法國喜劇電影導演黎亞德薩圖夫和文森拉寇斯特，夏綠蒂·甘絲柏主演。 

## 劇情
故事發生在虛構的布布妮民主共和國，此國家女性掌權且女尊男卑，男性必須身穿罩袍，不得隨意拋頭露面。20歲的傑奇跟全國未婚男性一樣，夢想著能「嫁」給國家獨裁者的女兒依庫盧內拉，並且生很多小女孩。當政府決定舉辦「接班人招親選夫」大會，傑奇以為機會來了，他終於有望嫁給心愛的上校，當傑奇開心之時，母親卻因意外身亡，他被迫得投靠姨婆家中。傑奇為了嫁出去，展開連串的冒險。

## 演員列表
- 文森拉寇斯特（英语：Vincent Lacoste） 飾 傑奇
- 夏綠蒂·甘絲柏 飾 上校
- 迪迪埃·布爾東（英语：Didier Bourdon） 飾 布魯諾
- 阿內夢尼 飾 將軍

## 獲獎
2014 鹿特丹國際影展 兩項提名 獲選青年評審團「電影地帶獎」